# 科泰奇丘陵 (伊利諾伊州)
科泰奇丘陵（英語：Cottage Hills）是位於美國伊利諾伊州麥迪遜縣的一個非建制地區。該地的面積和人口皆未知。

## 地理
科泰奇丘陵的座標為38°54′11″N 90°04′12″W / 38.90306°N 90.07000°W，而該地的平均海拔高度為156米（即512英尺）。